# Stenocoris furcifera
Stenocoris furcifera är en insektsart som först beskrevs av John Obadiah Westwood 1842.  Stenocoris furcifera ingår i släktet Stenocoris och familjen krumhornskinnbaggar. Inga underarter finns listade i Catalogue of Life.